# Ämilian Kloiber
Ämilian Kloiber (* 19. Oktober 1910 in Hürm bei Melk; † 14. Januar 1989 in Linz) war ein österreichischer Anthropologe und Ornithologe.

## Leben
Kloiber studierte Anthropologie und Zoologie an den Universitäten Wien und Prag. Am 14. Juni 1938 beantragte er die Aufnahme in die NSDAP und wurde rückwirkend zum 1. Mai desselben Jahres aufgenommen (Mitgliedsnummer 6.304.993). Er habilitierte sich 1942 in Prag. Von 1949 bis 1973 war er Direktor der Biologischen Abteilung des Oberösterreichischen Landesmuseums in Linz. 1965 wurde er zum tit. ao. Professor für Anthropologie mit besonderer Berücksichtigung der historischen und genetischen Anthropologie an der Universität Graz ernannt.

## Schriften
- Über die Bevölkerung des bairischen Gräberfeldes von Au bei Kleinmünchen um das Jahr 700 nach Chr. Geburt. In: Naturkundliches Jahrbuch der Stadt Linz. Band 1, 1955, S. 55–117 (zobodat.at [PDF]).
- mit Norbert Wibiral, Lothar Eckhart, Benno Ulm, Eduard Beninger: Archäologisch-kunsthistorische Forschungen an der Filialkirche St. Michael ob Rauhenödt, Bezirk Freistadt. In: Jahrbuch des Oberösterreichischen Musealvereines. Jahrgang 103, Linz 1958, S. 131–189 (zobodat.at [PDF]).
- Franz Joseph und Johann Michael Haydn. Eine familienanthropologische Studie. In: Burgenländische Heimatblätter. Band 21, 1959, S. 113–139 (zobodat.at [PDF]).
- mit Eduard Beninger: Oberösterreichs Bodenfunde aus baierischer und frühdeutscher Zeit. In: Jahrbuch des Oberösterreichischen Musealvereines. Jahrgang 107, 1962, S. 125–250 (zobodat.at [PDF]).